# Auterive (Gers)
Auterive – miejscowość i gmina we Francji, w regionie Oksytania, w departamencie Gers.
Według danych na rok 1990 gminę zamieszkiwało 490 osób, a gęstość zaludnienia wynosiła 45 osób/km² (wśród 3020 gmin regionu Midi-Pyrénées Auterive plasuje się na 598. miejscu pod względem liczby ludności, natomiast pod względem powierzchni na miejscu 1023.).